# Pyridine

Allgemeine Struktur der Pyridine, die Reste können Alkylgruppen, Halogenatome oder andere Substituenten sein

Pyridine sind eine Stoffgruppe der organischen Chemie, deren einfachster Vertreter das Pyridin ist. Bei der Struktur des Pyridins, das als Teilstruktur in den anderen Vertretern vorkommt, ist ein aromatischer Sechsring, der ein Stickstoffatom enthält. Die Pyridine gehören zu den Heterocyclen. Pyridinringe sind eindeutig aromatisch und verhalten sich in vielen Belangen ähnlich wie Benzolringe. Andererseits kommen durch das Stickstoffatom auch einige Unterschiede der Pyridine zu Benzolaromaten zustande, beispielsweise reagieren Pyridine basisch. Bekannt sind Pyridine seit dem 19. Jahrhundert. Eine besonders wichtige Person für die Erforschung der Pyridine war Aleksei Yevgenevich Chichibabin. Die nach ihm benannte Chichibabin-Pyridinsynthese und viele andere Pyridinsynthesen basieren auf der Kondensation verschiedener Carbonylverbindungen mit Ammoniak.
Pyridine spielen eine essentielle Rolle in Lebewesen, da die Vitamine B3 und B6 auf einer Pyridinstruktur basieren. Pyridinringe sind außerdem Bestandteil vieler Alkaloide von Tieren und Pflanzen, darunter Nicotin und die anderen Tabak-Alkaloide. Auch in Industrie und Forschung nehmen Pyridine einen wichtigen Platz ein. Der Grundkörper Pyridin wird jährlich im Millionen-Tonnen-Maßstab verwendet. Pyridin und seine Derivate dienen unter anderem als Lösungsmittel, Basen, Katalysatoren, Komplex-Liganden und Intermediate zur Herstellung anderer Verbindungen. Der Pyridinring ist ein häufiges und wichtiges Strukturelement in pharmazeutischen Wirkstoffen.

## Geschichte

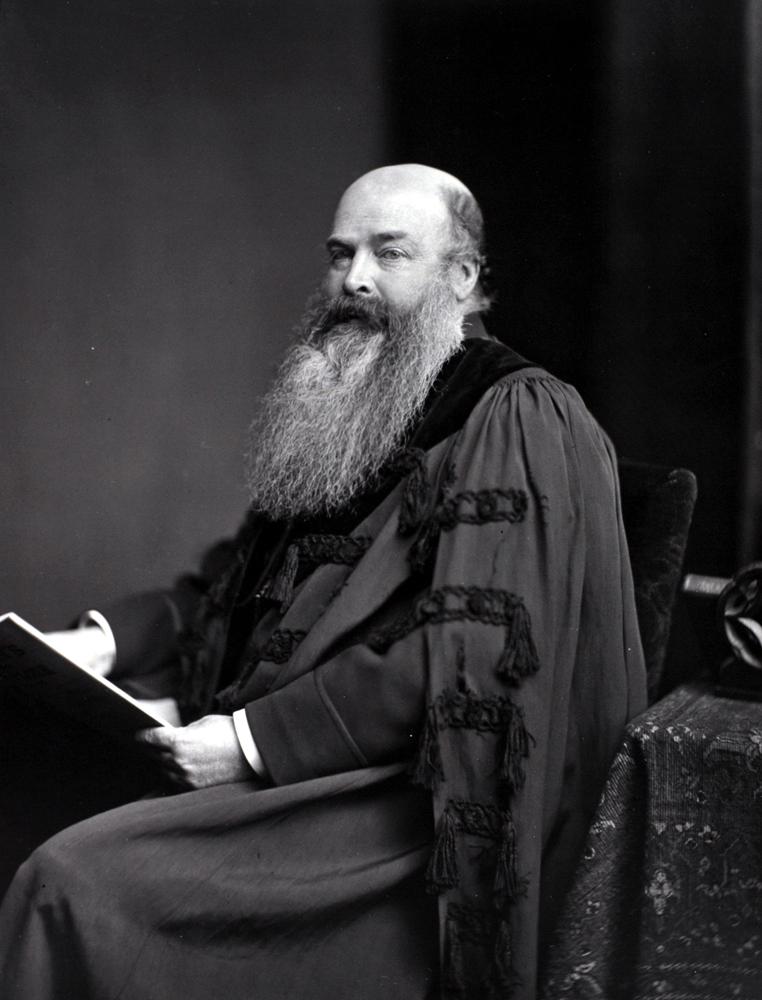
Thomas Anderson isolierte als erstes das Pyridin und einige seiner Derivate

Die Stammverbindung der Stoffgruppe, Pyridin, wurde von Thomas Anderson um 1849 bei der trockenen Destillation von Knochen erhalten. Anderson isolierte auch erstmals die Picoline (Methylpyridine) aus Steinkohlenteer und Knochenöl. Die Struktur des Pyridinrings wurde um 1870 von Wilhelm Körner und James Dewar aufgeklärt.

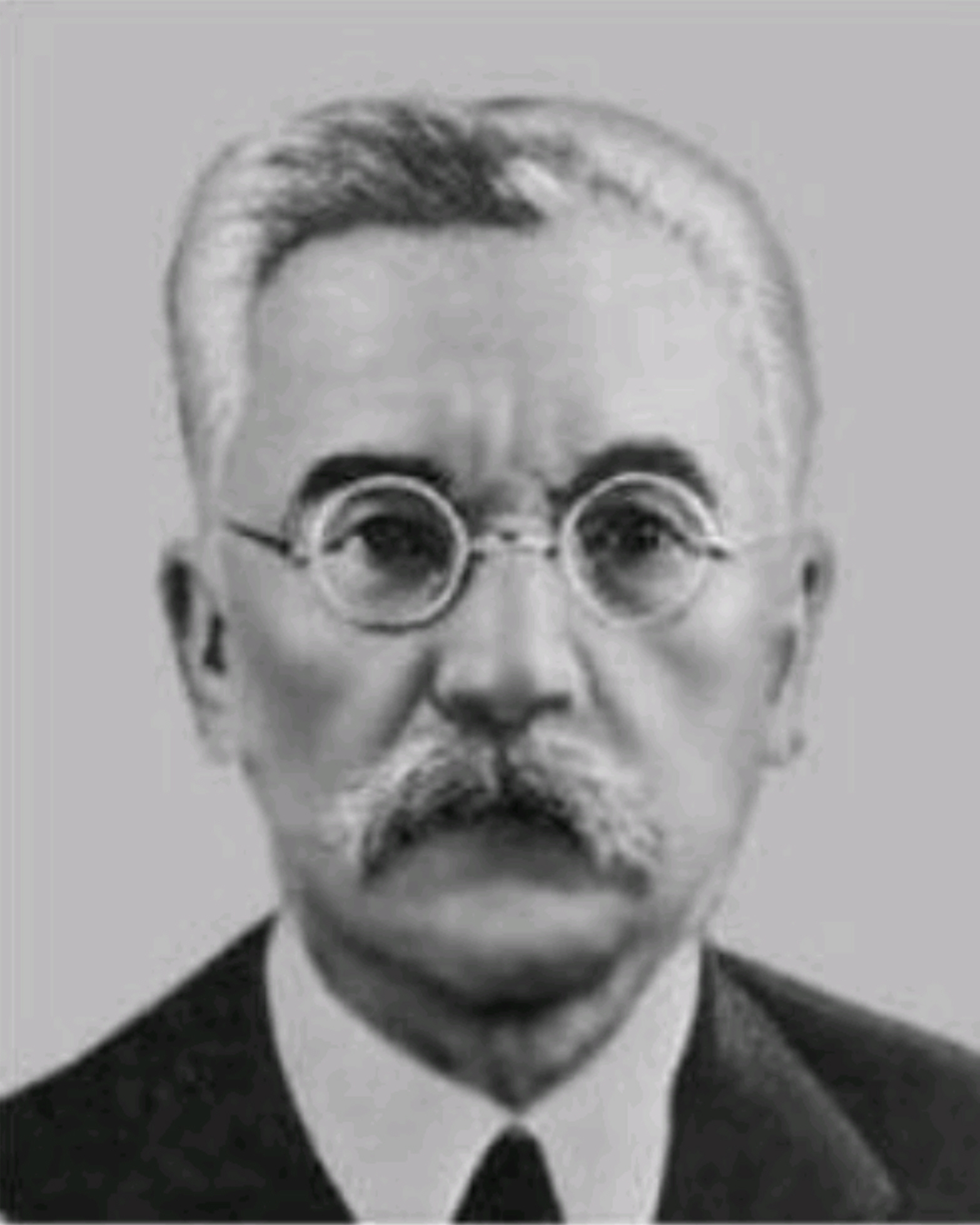
Aleksei Y. Chichibabin entdeckte verschiedene Synthesen und Reaktionen der Pyridine

Mit den Reaktionen des Pyridins und der Herstellung seiner Derivate beschäftigte sich Albert Ladenburg. 1899 publizierte er die Umsetzung von Pyridin mit Iodethan bei 290 °C in einer geschlossenen Ampulle, wobei er unter anderem 4-Ethylpyridin erhielt. Eine Schlüsselfigur in der Erforschung der Pyridine war Aleksei Yevgenevich Chichibabin. Er stellte zunächst 2-Benzylpyridin und 4-Benzylpyridin durch die Alkylierung des Pyridins mit Benzylhalogeniden bei hohen Temperaturen. Außerdem stellte er das 3-Benzylpyridin durch Reduktion des 3-Benzoylpyridins mittels Iodwasserstoffsäure her. Ein Meilenstein in diesem Forschungsbereich war die Entwicklung der nach ihm benannten Chichibabin-Pyridinsynthese, über die er erstmals um 1905 publizierte. Dabei wird der Pyridinring aus Ammoniak und Aldehyden aufgebaut; je nach eingesetzten Aldehyden sind unterschiedlich substituierte Vertreter zugänglich. Mit der ebenfalls nach ihm benannten Chichibabin-Reaktion, erstmals publiziert 1914, können Pyridin mit Natriumamid zu 2-Aminopyridin umgesetzt werden sowie Derivate des Pyridins analog zu 2-Aminoverbindungen.
Die biologische Bedeutung von Pyridinen wurde in den 1930er-Jahren entdeckt. Hierzu gehörte die Funktion von Nicotinamid-Adenin-Dinucleotid (NAD) sowie seinem Phosphat (NADP) als Überträger von Wasserstoffatomen in biologischen Systemen. Auch wurde damals entdeckt, dass ein Mangel an Nicotinsäure (Vitamin B3, dem Vorläufer von NAD und NADP) für die Krankheit Pellagra verantwortlich war. Diese war damals weitverbreitet, beispielsweise in den Amerikanischen Südstaaten. Etwa zur gleichen Zeit wurde entdeckt, dass Pyridoxalphosphat und verwandte Verbindungen (Vitamin-B6-Gruppe) als Nährstoff essentiell sind und als Cofaktoren für viele Enzyme dienen.

## Vertreter und Eigenschaften
Die Stammverbindung Pyridin ist eine farblose, brennbare, gesundheitsschädliche Flüssigkeit. Es weist einen unangenehmen Geruch auf. Mit Wasser und vielen organischen Lösungsmitteln ist es beliebig mischbar.

### Alkylpyridine
Die drei isomeren Picoline tragen jeweils eine Methylgruppe. Sie sind farblose Flüssigkeiten, sind giftig, brennbar, mit kräftigem, teils unangenehmem Geruch. Sie sind mischbar mit Wasser, Ethanol und Diethylether. Die Lutidine sind Pyridin-Derivate mit zwei Methylgruppen, von denen sechs Isomere existieren. Es handelt ebenfalls um Flüssigkeiten mit ähnlichen Eigenschaften wie die Picoline. Collidine sind Trimethylderivate des Pyridins, die größte Bedeutung hat das 2,4,6-Collidin, das ebenfalls ähnliche Eigenschaften aufweist wie die anderen Methylpyridin-Verbindungen.

### Halogenpyridine
Von Pyridin sind eine Reihe monohalogenierter Derivate bekannt, die bei Raumtemperatur flüssig sind und schwerer sind als Wasser. Dazu gehören beispielsweise das 2-Fluorpyridin und 3-Fluorpyridin. Die drei isomeren Monochlorpyridine weisen eine Dichte von etwa 1,2 g/cm³ auf. Alle drei Isomere sind farblos, weisen hohe Flammpunkte auf und sind schwer entzündlich. Das 2-Isomer weist die höchste Toxizität auf. Die drei isomeren Monobrompyridine eine Dichte von ca. 1,6 g/cm³. Die Flüssigkeiten sind auffällig gefärbt, das 2-Brompyridin rot, die anderen Isomere braun. Das 3-Brompyridin ist mit einem Flammpunkt von 52 °C noch als brennbar eingestuft, die anderen beiden Isomere nicht. Die höchste Toxizität weist das 2-Brompyridin auf. Beim 2-Iodpyridin beträgt die Dichte über 1,9 g/cm³.

### Aromatizität

Pyridinringe (hier am Beispiel des Grundkörpers) sind planar und aromatisch

Pyridin ist strukturell eng verwandt mit Benzol, formal lassen sich die Verbindungen ineinander überführen, indem eine CH-Gruppe gegen ein Stickstoffatom getauscht wird. Demnach haben Pyridine analog zu Benzolderivaten sechs delokalisierte Elektronen und genügen der Hückel-Regel, sind also aromatisch. Die π-Elektronen im Pyridin sind stark delokalisiert. Insgesamt ist es zwar weniger aromatisch als das Benzol, der Unterschied ist aber wenig ausgeprägt im Vergleich zu anderen Analoga wie Phosphabenzol. Durch die vergleichsweise starke Aromatizität des Pyridinrings hat das Substitutionsmuster abgeleiteter Verbindungen nur einen geringen Einfluss auf den aromatischen Charakter, ähnlich wie beim Benzol.

### Basizität

Pyridine reagieren basisch, durch ihre Protonierung entstehen Pyridinium-Ionen

Pyridine sind organische Basen. Die pKS-Werte der protonierten Formen vieler Pyridin-Derivate liegen zwischen 9,5 und 15,5. Vergleichsweise starke Basen sind das 2,3-Diaminopyridin (pKS-Wert der protonierten Form: 15,26) und 2,4,6-Collidin (15,0). Eher schwache Basen sind das 3-Chlorpyridin (9,56) und 2-Methoxypyridin (9,94). Für den Grundkörper Pyridin liegt der Wert mit 12,53 in der Mitte des Bereichs. Ähnlich sind die pKS- Werte beim protonierten 2-Methylpyridin (13,28) und 2,2'-Bipyridin (12,27). Pyridin ist deutlich weniger basisch als das strukturell verwandte aber gesättigte Piperidin.

## Nomenklatur
Pyridin ist ein Trivialname, der jedoch in die systematische Nomenklatur abgeleiteter Verbindungen übernommen wurde. Pyridin kann als Substituent auftreten, wenn eine andere Einheit einer komplexen Verbindung das Stammsystem bildet. In dem Fall wird der Substituent als Pyridyl benannt und eine Zahl vorangestellt, um anzugeben, über welches Atom der Pyridinring gebunden ist, z. B. 3-Pyridyl.
An Benzol annellierte Pyridinringe werden im Allgemeinen nicht als Pyridine bezeichnet, hier gibt es wiederum systematisch verwendete Trivialnamen. Die Benzopyridine werden, je nach Ring-Anordnung, als Chinoline beziehungsweise Isochinoline bezeichnet.

## Vorkommen und biologische Bedeutung

### Vitamine
Die Verbindungen der Vitamin-B6-Gruppe enthalten einen Pyridinring. Die eigentlich aktive Verbindung ist das Pyridoxalphosphat. Pyridoxal, sowie Pyridoxin, Pyridoxamin und ihre Phosphate können jedoch leicht in das Pyridoxalphosphat umgewandelt werden. Daher werden alle sechs Verbindungen der Vitamin-B6-Gruppe zugerechnet. Pyridoxalphosphat ist beim Menschen ein Cofaktor für eine enorme Anzahl an biologischen Prozessen. Dazu gehören etwa 140 bekannte enzymatische Reaktionen. Etwa 4 % aller zellulären Enzyme benötigen Pyridoxalphosphat als Cofaktor. Vitamin B6 muss über die Nahrung aufgenommen werden, kommt aber in größeren Mengen in tierischen und pflanzlichen Nahrungsmitteln vor. Zu ersteren gehören Fisch und Leber sowie andere Innereien. Zu den pflanzlichen Quellen gehören unter anderem Kartoffeln, Nüsse, Avocados und Bananen. In pflanzlichen Lebensmitteln liegt vorwiegend die Vitamin-B6-Vorstufe Pyridoxin-5'-glucosid vor. Die Hauptfunktion des Pyridoxalphosphats in den assoziierten Reaktionen ist die Stabilisierung von negativen Ladungen in Aminoverbindungen. Zu diesen Reaktionen gehören Transaminierungen, Decarboxylierungen, sowie verschiedene Substitutions- und Eliminierungsreaktionen.
Nicotinamid-Adenin-Dinucleotid (NAD) ist ebenfalls ein Cofaktor und essentiell für viele Redoxreaktionen in biologischen Reaktionen. Dazu gehört unter anderem der Abbau von Glucose zu Pyruvat während der Glycolyse. Auch für den Citratzyklus wird NAD benötigt. Es wirkt außerdem als Regulator für Transkriptionsfaktoren, beispielsweise für den circadischen Rhythmus.

### Alkaloide
Alkaloide mit Pyridin-Einheit (Pyridin-Alkaloide) kommen in Insekten, Amphibien und Meerestieren sowie in Pflanzen insgesamt häufig vor. Viele Vertreter kommen in Tabak (Nicotiana tabacum) vor. Dazu gehört das Hauptalkaloid der Pflanze, das Nicotin, aber auch Nornicotin, Anabasin und Anatabin. Weitere Verbindungen der Gruppe kommen in Schnurwürmern vor. In der Gattung Paranemertes kommt das Anabasein vor. In Amphiporus angulatus kommt 2,3'-Bipyridin vor, sowie als Hauptkomponente Nemertellin, das aus vier Pyridin-Einheiten aufgebaut ist. Pyridin-Alkaloide kommen außerdem in der Gattung Feuerameisen (Solenopsis), darunter die rote Feuerameise (Solenopsis invicta) vor. Dazu gehören beispielsweise 2-Methyl-6-undecylpyridin und 2-Methyl-6-tridecylpyridin sowie verwandte Verbindungen mit einer ungesättigten Seitenkette. Das Gift in der Haut des Dreistreifen-Baumsteigers (Epipedobates tricolor) enthält das Pyridin Epibatidin.

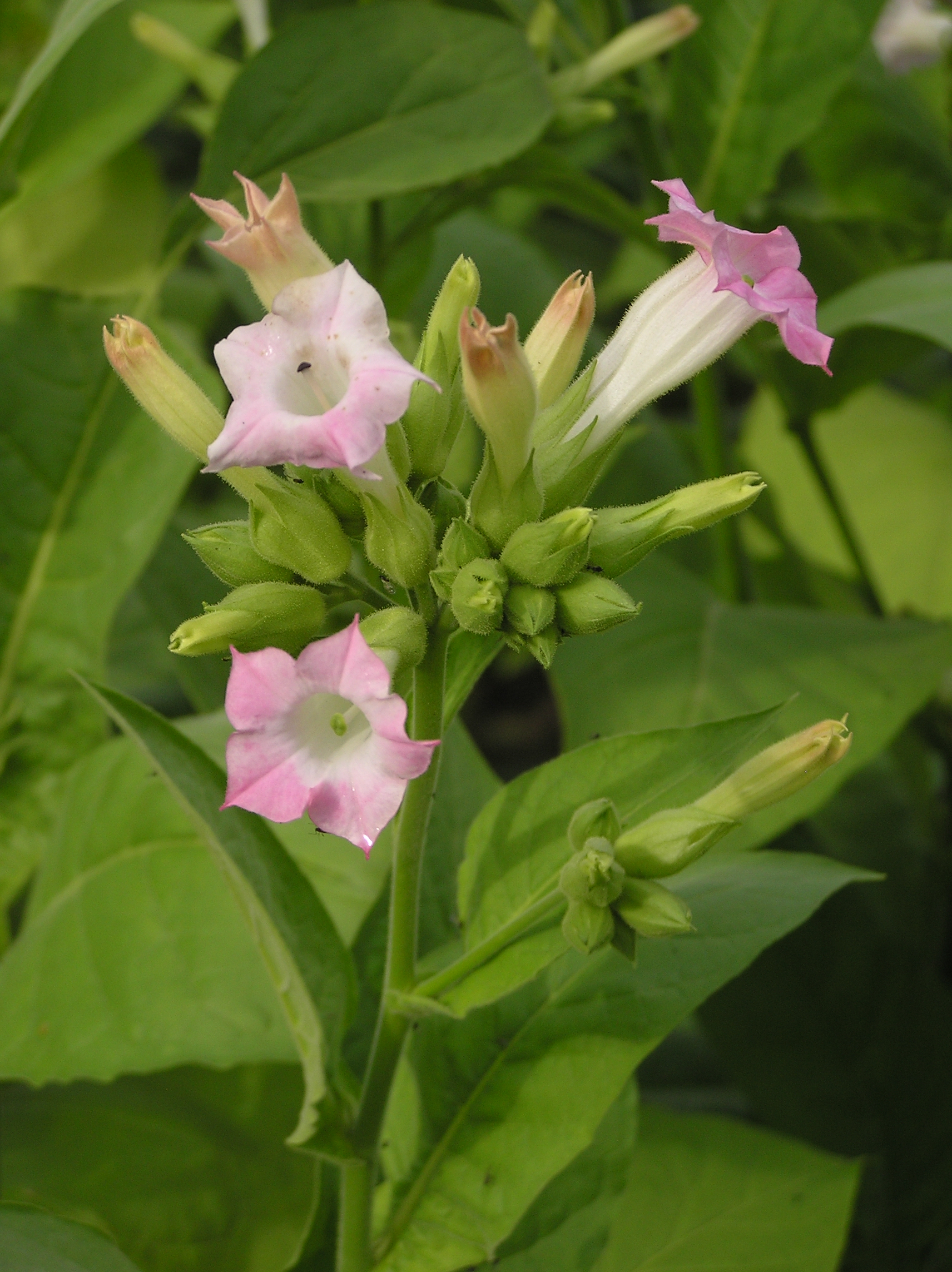
Tabak-Pflanze
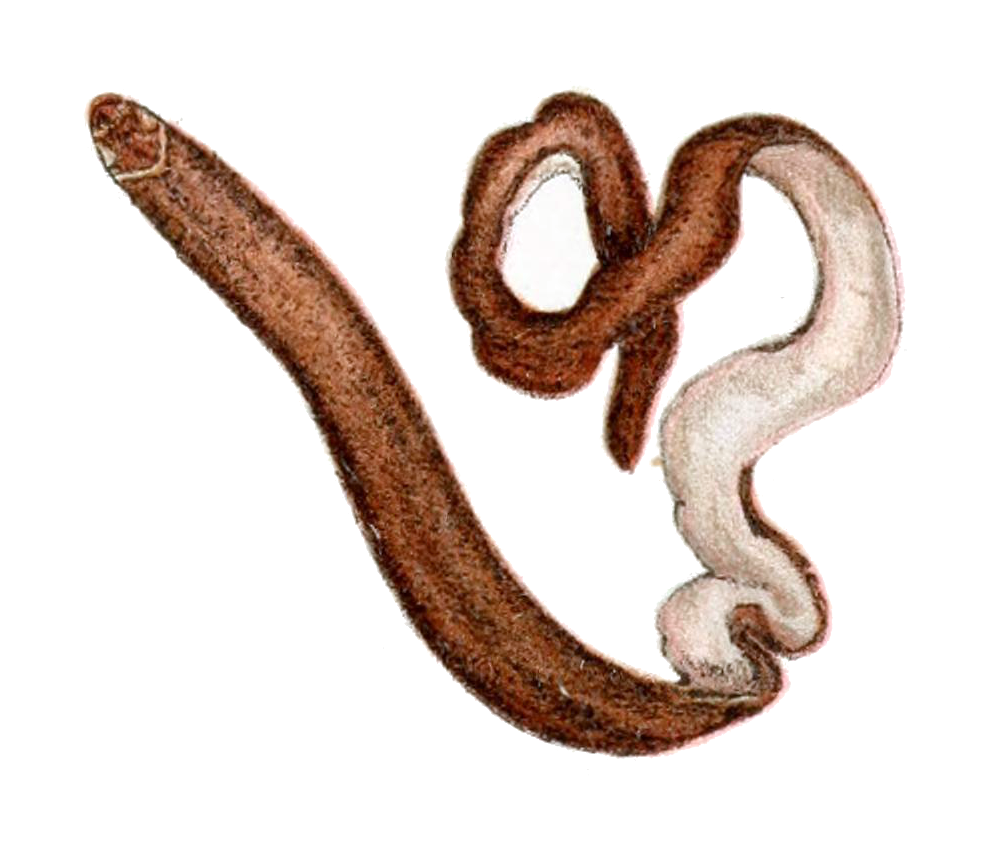
Amphiporus anglulatus
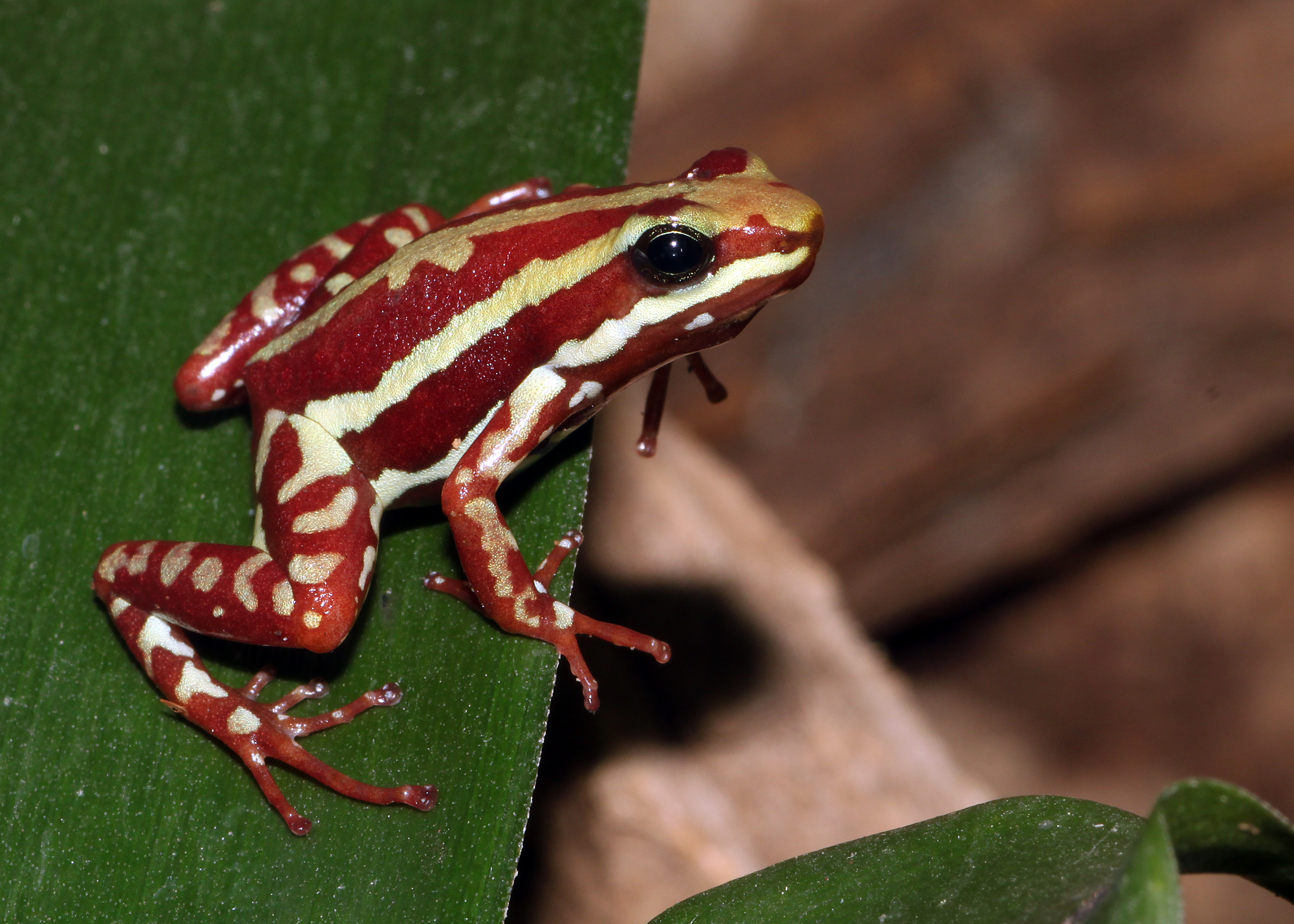
Dreistreifen-Baumsteiger
Nicotin
Nemertellin
Epibatidin

## Biosynthese
Pyridine werden von Lebewesen über verschiedene Biosynthesewege gebildet, die von Aminosäuren ausgehen. In Bakterien wird Nicotinamid-Adenin-Dinucleotid über den Aspartat-Weg gebildet. Dabei entsteht zunächst der Pyridinring in Form von Chinolinsäure aus Asparaginsäure und Glycerinaldehyd-3-phosphat. In Säugetieren und Pilzen entsteht Chinolinsäure beim Abbau von Tryptophan im Kynurenin-Weg. In Pflanzen, speziell einkeimblättrigen Pflanzen (beispielsweise Reis), kommen beide Varianten vor. Zweikeimblättrige Pflanzen (beispielsweise Acker-Schmalwand) verfügen nur über den Aspartat-Weg. Nicotin und verwandte Alkaloide im Tabak entstehen ebenfalls über eine Abzweigung im Biosyntheseweg des NAD.
Auch Pyridoxalphosphat und die verwandten Vitamin-B6-Verbindungen werden über zwei verschiedene Biosynthesewege gebildet. In Escherichia coli und einigen anderen Bakterien geht die Biosynthese von Desoxyxylulose 5-phosphat aus, das mit 1-Amino-3-hydroxyacetonphosphat zu Pyridoxinphosphat kondensiert wird. Der andere Biosyntheseweg kommt in allen Reichen des Lebens vor. Dabei werden Ribose-5-phosphat, Glutamin und Glycerinaldehyd-3-phosphat direkt zu Pyridoxalphosphat kondensiert.

## Herstellung

### Chichibabin-Synthese
Bei der Chichibabin-Pyridinsynthese werden ein Molekül Ammoniak und drei Aldehyd-Moleküle kondensiert. Je nach Struktur der eingesetzten Aldehyde ergeben sich verschieden substituierte Pyridine. Statt Ammoniak wird oft ein Syntheseäquivalent wie Ammoniumacetat verwendet. Die Reaktion wird bei hohen Temperaturen durchgeführt, entweder in wässriger Lösung in einer geschlossenen Ampulle oder durch Überleiten der gasförmigen Reaktanten über einen festen Katalysator (beispielsweise Aluminiumoxid).
Die Reaktion ergibt oft ein Produktgemisch aus verschiedenen Pyridinen sowie Chinolinen, Isochinolinen und stickstofffreien Verbindungen. Durch geeignete Auswahl von Reaktionsbedingungen und Katalysatoren lässt sich die Reaktion jedoch in begrenztem Maße steuern. So entsteht aus drei Molekülen Acetaldehyd und einem Molekül Ammoniak hauptsächlich 2-Methylpyridin oder 4-Methylpyridin. Die Ergebnisse der Reaktion können verbessert werden, indem Ammoniak oder sein Äquivalent im Überschuss eingesetzt wird.

### Hantzsch-Pyridinsynthese
Edukte der Hantzsch-Pyridinsynthese sind zwei Moleküle einer 1,3-Dicarbonylverbindung (beispielsweise Ethylacetoacetat) sowie ein Aldehyd-Molekül und ein Ammoniak-Molekül. Diese kondensieren zu einem symmetrischen Derivat des 1,4-Dihydropyridins, das durch Oxidation zu einem Pyridin aromatisiert. Eine große Bandbreite an Oxidationsmitteln eignet sich für den finalen Oxidationsschritt. Teilweise ist es ausreichend, das Zwischenprodukt Luft auszusetzen. Andere Möglichkeiten sind die Verwendung von auf Aktivkohle adsorbiertem Sauerstoff oder einem Katalysator, um die Luftoxidation zu befördern. Geeignete Katalysatoren sind beispielsweise Palladium oder das Enzym Laccase.
Eine auf der Hantzsch-Reaktion basierende Eintopf-Reaktion zur Pyridin-Synthese geht von Ethylacetoacetat und einem Aldehyd aus. Die Reaktion wird unter Einfluss von Mikrowellen und mit Bentonit als saurem Katalysator durchgeführt. Ammoniumnitrat dient gleichzeitig als Syntheseäquivalent für Ammoniak und als Oxidationsmittel zur Oxidation des Dihydropyridin-Intermediats. Diese Methode diente als Grundlage für die kombinatorische Synthese von Pyridinen zur Erzeugung einer Molekülbibliothek.

### Kröhnke-Pyridinsynthese
Bei der Kröhnke-Pyridinsynthese wird ein N-pyridin-substituiertes Methylketon als Edukt verwendet. Dieses enolisiert und reagiert über eine Michael-Addition mit einem α-β-ungesättigten Keton. Es bildet sich eine 1,5-Dicarbonylverbindung, von der eine Carbonylgruppe durch Ammoniak (oder ein Syntheseäquivalent) in ein Imin überführt wird. Dieses Intermediat cyclisiert dann zu einem Pyridin. Die Reaktion ist nach Fritz Kröhnke benannt, der sie zur Herstellung von 2,4,6-Triarylpyridinen entwickelte und 1961 publizierte.

### Weitere Synthesemethoden
Pyridine können über eine Mannich-Reaktion hergestellt werden. Deren Produkte sind β-Aminoketone (Mannich-Basen). Wird das Hydrochlorid einer solchen Base mit einem Aldehyd und Ammoniumacetat umgesetzt, wird ein entsprechend substituiertes Pyridin erhalten.
Bei der Bohlmann-Rahtz-Synthese wird zunächst ein Enamino-Ester an ein Alkinon addiert. Durch intramolekulare Kondensation und Dehydratisierung zwischen der Ketogruppe und der Aminogruppe wird dann ein Pyridin gebildet. Unter geeigneten Bedingungen kann der Enaminoester in situ gebildet werden. Hierfür kann das Alkinon mit Ammoniumacetat, einem β-Ketoester und einem sauren Katalysator umgesetzt werden, beispielsweise Essigsäure oder Zinkbromid.

## Reaktionen

Dimethylaminopyridin wird als Katalysator in der organischen Synthese verwendet

Pyridin wirkt als Base und eignet sich zur Neutralisation von Säure in Reaktionen, beispielsweise bei der Acylierung von Alkoholen mit Säurechloriden oder Säureanhydriden. Stickstoffhaltige Heterocyclen inklusive Pyridinen eignen sich als metallfreie Katalysatoren für viele Reaktionen. Eine besonders weitverbreitete Anwendung ist als Katalysatoren für Acylierungsreaktionen mittels Acyldonoren wie Säureanhydriden. Dabei reagiert die Pyridinverbindung zunächst mit dem Acyldonor zu einem N-Acylpyridinium-Salz, das dann als eigentliches Acylierungsreagenz wirkt. Für solche Reaktionen werden insbesondere 4-Dimethylaminopyridin (DMAP) und 4-Pyrrolidinpyridin (PPY) verwendet. Es sind inzwischen aber auch chirale Derivate bekannt, die sich für enantioselektive Umwandlungen eignen. Eine verwandte wichtige Namensreaktion, ist die Steglich-Veresterung, bei der ein Alkohol und eine Carbonsäure mittels Dicyclohexylcarbodiimid verestert werden, wobei DMAP als organischer Katalysator dient.
4-Cyanopyridin eignet sich für die Reduktion verschiedener Substrate wie Azoverbindungen, Sulfoxide und Chinone. 4-Phenylpyridin wirkt als Katalysator bei der radikalischen Reaktion von Halogenaromaten zu Boronsäureestern. Dabei wird ein Brom- oder Ioaromat mit Bis(pinacolato)dibor umgesetzt. Dies funktioniert beispielsweise mit Bromanisolen. Niacin katalysiert die Synthese von Chinazolinen ausgehend von 2-Aminobenzylamin (oder einem substituierten Derivat) und einem Nitril (zum Beispiel Benzonitril). 3-Nitropyridin katalysiert die Kupplung von Dibromvinylaromaten zu 1,3-Diinen.

## Verwendung

### Chemische Labore und Industrie
Die Stammverbindung Pyridin ist ein wichtiges Lösungsmittel und wird außerdem als Base und als Reagenz zur Herstellung anderer Verbindungen verwendet, beispielsweise Piperidin (durch Hydrierung), 2,2'-Bipyridin (durch Dimerisierung) und das Insektizid Chlorpyrifos. Außerdem ist es Vorstufe vieler Reagenzien für die organische Synthese. Dazu gehören Pyridiniumchlorochromat, das Collins-Reagenz (ein Komplex aus Chrom(VI)-oxid und Pyridin), Pyridiniumtribromid und Schwefeltrioxid-Pyridin. Gemäß einer Marktanalyse betrug die Produktionsmenge von Pyridin im Jahr 2022 etwa 7,8 Millionen Tonnen. Hauptsächlich eingesetzt wurde es demnach in der Synthese anderer Chemikalien, insbesondere Pharmazeutika und Agrochemikalien.
Die Picoline werden als Lösungsmittel sowie zur Synthese anderer Verbindungen verwendet. Beispielsweise wird 2-Vinylpyridin aus 2-Picolin hergestellt und Nicotinsäure aus 3-Picolin. Auch die Lutidine und das 2,4,6-Collidin werden gelegentlich als Lösungsmittel, Basen und in der Synthese von Pharmazeutika verwendet.

### Medizin
Stickstoff-Heterocyclen im Allgemeinen und Pyridine im Besonderen sind weitverbreitete Strukturelemente in Pharmazeutika. In einer Studie aus dem Jahr 2021 wurden die Strukturen aller von der FDA in den USA zugelassenen Pharmazeutika in Bezug auf Stickstoff-Heterocyclen analysiert. 62 der Verbindungen enthielten eine Pyridin-Einheit. Diese war unter den Stickstoff-Heterocyclen der zweithäufigsten nach den Piperidinen. Die meisten Pyridinringe waren dabei einfach oder zweifach substituiert und Substituenten in Position zwei traten am häufigsten auf. Zu den Pyridin-Pharmazeutika gehören unter anderem eine Reihe von strukturell sehr ähnlichen Antihistaminika, darunter Chlorphenamin und Brompheniramin.
Protonenpumpenhemmer wie Pantoprazol enthalten als wichtiges Strukturelement einen Pyridinring. Bei diesen Wirkstoffen handelt es sich um Prodrugs, die neben dem Pyridinring ein Sulfoxid und eine Benzimidazol-Einheit enthalten. Die eigentlich aktive Verbindung ist ein cyclisches Sulfenamid. Um dieses zu bilden, muss das Benzimidazol durch Protonierung aktiviert sein. Das Pyridin muss dagegen deprotoniert vorliegen, damit es als Nucleophil wirken kann. Daher sind Substituenten von entscheidender Bedeutung, die die pKS-Werte der Stickstoffatome modulieren oder die Nucleophilie des Pyridin-Stickstoffs verbessern. Zu dieser Wirkstoff-Gruppe gehören neben Pantoprazol auch Omeprazol, Lansoprazol und Rabeprazol.

### Aromastoffe
Eine größere Zahl an Pyridin-Verbindungen ist in der EU als Aromastoffe zugelassen. Dazu gehören unter anderem die drei isomeren Picoline sowie einige Lutidine. Einige Vertreter sind in der folgenden Tabelle dargestellt.
| Verbindung     | FL-Nummer | Quelle | Verbindung         | FL-Nummer | Quelle |
| -------------- | --------- | ------ | ------------------ | --------- | ------ |
| 2-Picolin      | 14.134    | [ 45 ] | 4-Acetylpyridin    | 14.089    | [ 46 ] |
| 3-Picolin      | 14.135    | [ 47 ] | 2-Butylpyridin     | 14.092    | [ 48 ] |
| 4-Picolin      | 14.136    | [ 49 ] | 3-Butylpyridin     | 14.093    | [ 50 ] |
| 2,3-Lutidin    | 14.103    | [ 51 ] | 2-Ethylpyridin     | 14.115    | [ 52 ] |
| 2,4-Lutidin    | 14.104    | [ 53 ] | 2-Hexylpyridin     | 14.117    | [ 54 ] |
| 3,4-Lutidin    | 14.105    | [ 55 ] | 2-Isopropylpyridin | 14.124    | [ 56 ] |
| 3,5-Lutidin    | 14.106    | [ 57 ] | 3-Pentylpyridin    | 14.140    | [ 58 ] |
| 2,4,6-Collidin | 14.150    | [ 59 ] | 2-Hydroxypyridin   | 14.118    | [ 60 ] |

### Polymere
Vinylsubstituierte Pyridine, insbesondere 2-Vinylpyridin, 4-Vinylpyridin und 2-Methyl-5-vinylpyridin, werden als Monomere für die Herstellung verschiedener Polymere verwendet.